# Hendrik Otto van Thol
Hendrik Otto van Thol (Den Haag, 28 december 1859 – aldaar, 11 juli 1902) was een Nederlandse schilder en tekenaar.

## Leven en werk
Van Thol was een zoon van de slijter Hendrik Adrianus van Thol (1834-1920) en Catharina Hendrika van Soldt (1834-1921).
Van Thol werd opgeleid aan de Academie van Beeldende Kunsten in Den Haag. Hij schilderde onder meer stillevens, stadsgezichten, diervoorstellingen en werd vooral bekend om zijn winterlandschappen. Van Thol en de schilderes Aletta Ruijsch (1860-1930) kregen in 1892 een aanmoedigingssubsidie toegekend van de koningin. Hij assisteerde Louis Apol bij diens panorama van Nova Zembla, dat tussen 1896 en 1901 in Amsterdam werd getoond. Van Thol trouwde in 1899 met Ruijsch. Hij verbleef geregeld 's zomers op de Veluwe en verhuisde met zijn vrouw naar Nunspeet. Elke donderdag ging hij naar Den Haag om les te geven. Leerlingen van hem waren Pieter ten Cate, Henriëtte Dingemans-Numans en Willem Justus Ising.
Van Thol overleed in Den Haag aan de gevolgen van een fietsongeluk en werd begraven op Oud Eik en Duinen. Hij was lid van de Pulchri Studio. De vereniging hield eind 1902 een ere-tentoonstelling met werken van hem en de schilder Taco Mesdag, die eveneens in dat jaar overleed.